# Тридесетте сребърника
Тридесетте сребърника са заплащане, което според Евангелие от Матей е получено от Юда Искариотски, за да предаде своя учител Иисус Христос на Синедриона.[Мат. 26:14 – 16] Това става в навечерието на Тайната вечеря, като по-късно Юда връща парите, разкайвайки се за постъпката си. Видът на използваните монети не е уточнен в Евангелието, като според съвременните изследователи те са най-вероятно тирски шекели или антиохийски статери.